# كور بلاغ (قشلاق أهر)
کور بلاغ (بالفارسية: کوربلاغ) هي قرية تقع في إيران في قسم قشلاق الریفي. يقدر عدد سكانها بـ 61 نسمة بحسب إحصاء 2016.